# Ronde van Drenthe 2023
La Ronde van Drenthe 2023, sessantesima edizione della corsa, valido come evento dell'UCI Europe Tour 2023 categoria 1.1, si svolse il 12 marzo 2023 su un percorso di 143,2 km, con partenza da Emmen e arrivo a Hoogeveen. La vittoria fu appannaggio del norvegese Per Strand Hagenes, il quale completò il percorso in 3h07'00" alla media di 45,947 km/h precedendo il danese Tobias Lund Andresen ed il canadese Adam de Vos.
Al traguardo di Hoogeveen 125 ciclisti, su 134 ciclisti partiti da Emmen, hanno portato a termine la competizione.

## Squadre partecipanti
| N.    | Cod. | Squadra                     |
| ----- | ---- | --------------------------- |
| 1-7   | TEN  | TotalEnergies               |
| 11-17 | ADC  | Alpecin-Deceuninck          |
| 21-27 | ICW  | Intermarché-Circus-Wanty    |
| 31-37 | TJV  | Jumbo-Visma                 |
| 41-47 | ARK  | Team Arkéa-Samsic           |
| 51-57 | DSM  | Team DSM                    |
| 61-67 | BWB  | Bingoal WB                  |
| 71-77 | BEB  | Bolton Equities Black Spoke |
| 81-87 | HPM  | Human Powered Health        |
| 91-97 | LTD  | Lotto Dstny                 |

| N.      | Cod. | Squadra                        |
| ------- | ---- | ------------------------------ |
| 101-107 | TFB  | Team Flanders-Baloise          |
| 111-117 | TNN  | Team Novo Nordisk              |
| 121-127 | ABC  | Abloc CT                       |
| 131-137 | ALQ  | Allinq Continental Cyclingteam |
| 141-147 | BCY  | BEAT Cycling Club              |
| 151-157 | LTP  | Leopard Togt Pro Cycling       |
| 161-167 | MET  | Metec-Solarwatt p/b Mantel     |
| 171-177 | TDT  | TDT-Unibet                     |
| 181-187 | VWE  | VolkerWessels Cycling Team     |
| 191-197 | NLD  | Paesi Bassi                    |

## Ordine d'arrivo (Top 10)
| Pos. | Corridore          | Squadra     | Tempo    |
| ---- | ------------------ | ----------- | -------- |
| 1    | Per S. Hagenes     | Jumbo       | 3h07'00" |
| 2    | Tobias L. Andresen | DSM         | a 8"     |
| 3    | Adam de Vos        | Human       | s.t.     |
| 4    | Florian Vermeersch | Lotto       | s.t.     |
| 5    | Sam Welsford       | DSM         | a 32"    |
| 6    | Milan Menten       | Lotto       | s.t.     |
| 7    | Jenthe Biermans    | Arkéa       | s.t.     |
| 8    | Gerben Thijssen    | Intermarché | s.t.     |
| 9    | Casper van Uden    | DSM         | s.t.     |
| 10   | Vito Braet         | Flanders    | s.t.     |